# Patrick Poulin
Patrick Poulin (* 23. April 1973 in Vanier, Québec) ist ein ehemaliger kanadischer Eishockeyspieler. Der linke Flügelstürmer absolvierte zwischen 1992 und 2001 über 600 Spiele für die Hartford Whalers, Chicago Blackhawks, Tampa Bay Lightning und Canadiens de Montréal in der National Hockey League.

## Karriere

### Jugend
Patrick Poulin wurde in Vanier geboren, einem heutigen Teil von Québec City. Dort lief er in seiner Jugend unter anderem für die Gouverneurs de Sainte-Foy auf, bevor er 1989 im Entry Draft der Ligue de hockey junior majeur du Québec (LHJMQ) an erster Gesamtposition von den Canadien junior de Verdun ausgewählt wurde. Zu Beginn der folgenden Spielzeit 1989/90 zog das Team allerdings nach Saint-Hyacinthe um, sodass der Angreifer fortan für die Laser de Saint-Hyacinthe in der höchsten Juniorenliga seiner Heimatprovinz auflief. Bereits in seiner Debütsaison verzeichnete er 51 Scorerpunkte aus 60 Spielen, sodass er im All-Rookie Team der LHJMQ berücksichtigt wurde. Anschließend steigerte er seine Leistung von Jahr zu Jahr, wobei er bereits im NHL Entry Draft 1991 an neunter Position von den Hartford Whalers berücksichtigt wurde. Der Durchbruch gelang dem Kanadier erst in seinem dritten und letzten Jahr in Saint-Hyacinthe, als er 138 Punkte in 56 Spielen verzeichnete und daher die Trophée Jean Béliveau als Topscorer der Liga erhielt. Darüber hinaus ehrte man ihn mit der Trophée Paul Dumont als Persönlichkeit des Jahres und berief ihn ins LHJMQ First All-Star Team.

### NHL
Bereits gegen Ende der Saison 1991/92 debütierte Poulin im April 1992 für die Hartford Whalers in der National Hockey League (NHL) und erzielte in den anschließenden Playoffs 1992 seine ersten beiden Tore. Zudem absolvierte er eine Partie für das Farmteam der Whalers, die Springfield Indians, in der post-season der American Hockey League (AHL). In der folgenden Spielzeit 1992/93 gelangen dem Flügelstürmer als Rookie 51 Scorerpunkte aus 81 Spielen, was zugleich die mit Abstand beste NHL-Saisonstatistik seiner Karriere darstellen sollte. Seine Zeit in Hartford endete dennoch bereits zum Anfang der nächsten Saison, als er im November 1993 samt Eric Weinrich an die Chicago Blackhawks abgegeben wurde und im Gegenzug Steve Larmer und Bryan Marchment zu den Whalers wechselten. Bei den Blackhawks trat er weiterhin als regelmäßiger Scorer in Erscheinung, während er mit dem Team in den Playoffs 1995 das Conference-Finale erreichte und dort den Detroit Red Wings unterlag; näher sollte er dem Stanley Cup in seiner Laufbahn nicht mehr kommen.
Nach etwas mehr als zwei Jahren in der Windy City transferierten ihn die Blackhawks im März 1996 samt Igor Ulanow und einem Zweitrunden-Wahlrecht im NHL Entry Draft 1996 zu den Tampa Bay Lightning und erhielten dafür Enrico Ciccone sowie ebenfalls ein Zweitrunden-Wahlrecht im gleichen Draft. Im Trikot der Lightning bestritt Poulin nur eine komplette Saison, bevor er bereits im Januar 1998 samt Mick Vukota und Igor Ulanow zu den Canadiens de Montréal geschickt wurde, während Tampa im Gegenzug Stéphane Richer, Darcy Tucker und David Wilkie erhielt. In seiner frankokanadischen Heimat sollte der Angreifer in der Folge die längste ununterbrochene Zeit seiner NHL-Karriere verbringen, so bestritt er für die Canadiens im Laufe der nächsten knapp vier Jahre über 250 Partien. Ende Dezember 2001 stand er letztmals in Montréal auf dem Eis, bevor er seine Laufbahn für den Rest der Spielzeit bei den Citadelles de Québec ausklingen ließ, dem Farmteam der Canadiens aus der AHL. Anschließend beendete Poulin im Sommer 2002 seine aktive Karriere, in der er 666 NHL-Spiele absolviert und dabei 243 Scorerpunkte erzielt hatte.

### International
Auf internationaler Ebene nahm Poulin mit der kanadischen U20-Nationalmannschaft an der Junioren-Weltmeisterschaft 1992 teil und belegte dort mit dem Team den sechsten Platz.

## Erfolge und Auszeichnungen
- 1990 LHJMQ All-Rookie Team
- 1992 Trophée Jean Béliveau
- 1992 Trophée Paul Dumont
- 1992 LHJMQ First All-Star Team

## Karrierestatistik

### International
Vertrat Kanada bei:
- Junioren-Weltmeisterschaft 1992

(Legende zur Spielerstatistik: Sp oder GP = absolvierte Spiele; T oder G = erzielte Tore; V oder A = erzielte Assists; Pkt oder Pts = erzielte Scorerpunkte; SM oder PIM = erhaltene Strafminuten; +/− = Plus/Minus-Bilanz; PP = erzielte Überzahltore; SH = erzielte Unterzahltore; GW = erzielte Siegtore; 1 Play-downs/Relegation; Kursiv: Statistik nicht vollständig)